# Barleeia subtenuis
Barleeia subtenuis är en snäckart som beskrevs av Carpenter 1864. Barleeia subtenuis ingår i släktet Barleeia och familjen Barleeiidae. Inga underarter finns listade i Catalogue of Life.